# Selvogur (Ölfus)

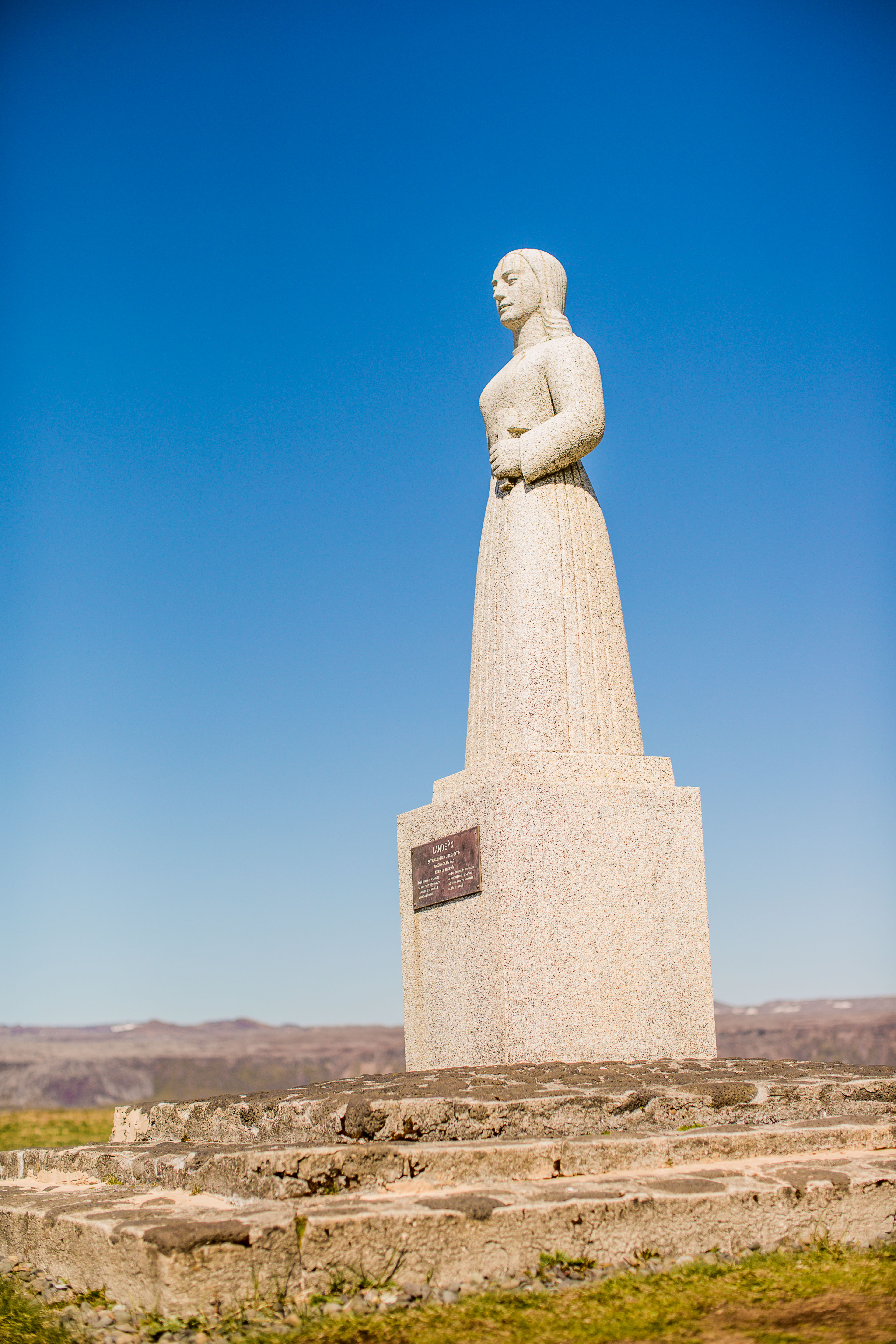
Landsýn av Gunnfríður Jónsdóttir. Statyn avtäcktes den 29 maj 1950.

Selvogur (″Sälbukten″) är en bred men kort havsbukt på sydöstra Reykjaneshalvön i Ölfus kommun i Suðurland på Island. Namnet brukar dock vanligen avse den bygd som gränsar till bukten, och som sträcker sig från Krýsuvík i väster, förbi sjön Hlíðarvatn med Strandarkirkja och halvvägs mot Þorlákshöfn. Väg 427 (Suðurstrandavegur), mellan Grindavík och  Þorlákshöfn, leder genom bygden.

## Historia
Den förste bosättaren i trakten var Tore ”höstmörker” (Þórir haustmyrkr). Han tillhörde Ingolf Arnarsons följe och byggde i dennes landnám, uppger Landnámabók. Tore fick Selvogur och Krýsuvík, och byggde gården Hlíð på nordöstra stranden av sjön Hlíðarvatn, som troligen fick namn efter gården. Tore lät också lägga väg från Selvogur till Hafnarfjörður, och på den tiden fanns så mycket skog i trakten att hela leden kunde märkas med avbarkade trästolpar för att göra det lättare för folk att hitta.
Landet var rikt vid denna tid. Betet var gott, och här fanns goda möjligheter till jakt och fiske.

### Avfolkning
Bygdens nedgång tog sin början vid 1100-talets mitt då Reykjanes drabbades av en lång rad häftiga vulkanutbrott, de så kallade Krýsuvíkbränderna, som pågick, om än med avbrott, i mer än trettio år. Det finns också uppgifter om smärre utbrott på 1200- och 1300-talen. Flera lavafält skapades eller utökades under denna tid, till exempel Ögmundarhraun, Mávahlíðahraun och Kapelluhraun. Lavan förstörde den skog som fanns och förgiftade och förödde betet. Därmed inleddes en lokal ekologisk kollaps som på sikt skulle leda till sanderosion och underminera gårdarnas bärkraft.
Levnadsvillkoren försvårades ytterligare under lilla istiden, då isskorpor vintertid täckte betesmarken under lång tid och havsis vid stränderna förstörde den tång som kunde ha använts som vinterfoder. När Kristian Kaalund på 1870-talet genomströvade Selvogur fann han en avfolkningsbygd. Den största samlingen av hus och gårdar som fanns kvar låg då på östra sidan av Strandarkirkja, men alla storgårdar som en gång hade funnits var öde sedan åtminstone 150 år tillbaka.
Ännu på 1900-talet var Selvogur en glesbygd. Elektriciteten kom inte förrän på 1970-talet, och den enda väg som då ledde genom bygden var en grusväg.

### Strandarkirkja
Men kyrkan i Selvogur var trots nedgången vida berömd, skriver Kaalund, ty det var en utbredd tro att nödställda kunde få bönhörelse och gudomlig hjälp mot löfte om en gåva till kyrkan.
Enligt en känd sägen skulle ett skepp lastat med timmer en gång under en storm ha varit i yttersta nöd utanför Selvogur. Besättningen bad då för sina liv och lovade att skänka hela lasten till ett kyrkbygge om de blev skonade. En högre makt, som inte kunde motstå detta erbjudande, lät då en ljusängel lotsa skeppet förbi alla farliga grund och in i en skyddad vik, som nu heter Engilsvík (”Ängelns vik”). Här byggdes Strandarkirkja som tack för räddningen, och senare har på stranden rests ett monument över ängeln som utförde detta mirakel. Statyn heter Landsýn (”land i sikte”).
Den ursprungliga kyrkan uppfördes troligen på 1100-talet, men den nuvarande byggnaden är från 1888.

### Stenväktarna
Den namnkunnigaste av kyrkans förkunnare var trollkarlsprästen (galdrapresturinn) Eiríkur Magnússon (1638–1716), som bodde i prästgården Vogsósar vid sjön Hlíðarvatn. Då han levde var slavjägare från ”Tyrkland” mycket fruktade av kustbefolkningen på Island, åtminstone om man får tro det bevarade sägenmaterialet. Men séra (”pastor”) Eiríkur försvarade framgångsrikt med trolldom sina församlingsbor. Med kraftord slog han rövare med vanvett, så att de kom i bråk och slog ihjäl varandra, och han  drev bort deras båtar då de sökte nå land, vilket kan ha underlättats av att kusten, enligt Kaalund, saknar naturliga hamnar, så att det ”även med en liten båt kan vara svårt att finna angöringsplats.”
Eiríkur lät också bygga ett trettiotal stenväktare på höga punkter längs kusten. Det rör sig om kallmurade, konformiga rösen, vilka antogs kunna förvända synen på var och en som nalkades landet i onda avsikter, så att de trodde sig se stora härar uppställda till försvar. Det mest kända av dessa rösen är Eiríksvarða på toppen av Svörtubjörg öster om Hlíðarvatn, 176 meter över havet. Séra Eiríkur sägs ha lovat församlingsborna, att så länge sten ligger på sten i detta röse skall inga turkar komma med krig till Selvogur. Hittills har det fungerat, skriver folklivsforskaren Jón Árnason. Sedan rösena byggdes har inga slavjägare synts till.